# The Ragged Messenger
The Ragged Messenger er en britisk stumfilm fra 1917 af Frank Wilson.

## Medvirkende
- Violet Hopson som Mary Ainslee
- Gerald Ames som Walter Bowman
- Basil Gill som pastor John Morton
- George Foley som Henry Vavasour
- Henry Gilbey